# Masoud Kimiai
Masoud Kimiai -مسعود کیمیایی en persa (Teheran, 1941) és un director, guionista i productor iranià nominat a l'Os d'Or el 1991 per Dandan-e-mar.

## Filmografia
- Come Stranger (1968)
- Qeysar (1969)
- Reza (the Motorcyclist (1970)
- Dash Akol (1971)
- Baluch (1972)
- Soil (1973)
- Gavaznha (1974)
- The Horse (curtmetratge)
- The Oriental Boy (curtmetratge, 1974)
- Ghazal (1976)
- The Journey of the Stone (1978)
- The Red Line (1982)
- Blade and Silk (1986)
- The Lead (1988)
- The Sergeant (1990)
- Snake Fang (1990)
- The Wolf's Trail (1992)
- Trade (1993)
- The Feast (1995)
- Sultan (1996)
- Mercedes (1997)
- Cry (1998)
- Protest (1999)
- Friday Soldiers (2002)
- Hokm (2004)
- The Boss (2006)
- Mohakeme dar Khiaban (2009)
- Crime (2011)
- Qeysar 40 saal baad (documental, 2011)
- Metropole (2014)